# Wilhelm Jenny (Kunsthistoriker)
Ritter Wilhelm Albert von Jenny (* 27. September 1896 in Linz; † 12. Jänner 1960 ebenda) war ein österreichischer Kunsthistoriker, Prähistoriker und Museumsleiter.

## Leben
Jenny studierte Kunstgeschichte an der Universität Wien und war nach der Promotion als wissenschaftlicher Assistent beim urgeschichtlichen Universitätsinstitut in Wien tätig. 1929 bis 1935 war er Kustos an der Vorgeschichtlichen Abteilung des Staatlichen Museums für Völkerkunde Berlin, 1935 bis 1945 Kustos am Museum für Vor- und Frühgeschichte Berlin. 1945 wurde er wissenschaftlicher Sachbearbeiter bei der Oberösterreichischen Landesregierung. 1949 wurde er Abteilungsleiter, 1953 Kustos am OÖ. Landesmuseum.
1958 bis 1960 war er Direktor des Oberösterreichischen Landesmuseums.
Im Zuge von Forschungen an der Linzer Martinskirche konnte Jenny 1947 die römischen Reste eines Vorgängerbaues feststellen. Er verfasste zahlreiche wissenschaftliche Beiträge, unter anderem auch für das Dehio-Handbuch, Band Oberösterreich.